# Транспорт в Ленинградской области
По территории Ленинградской области проходят важнейшие железнодорожные и автомобильные магистрали, соединяющие Санкт-Петербург с Москвой, северными и восточными регионами России, а также с Финляндией и Эстонией.

## Автомобильный транспорт
К дорогам общего пользования федерального значения относятся:
- М10 «Россия» (Санкт-Петербург — Тосно — Москва),
- Р21 «Кола» (Санкт-Петербург — Лодейное Поле — Мурманск),
- Р23 «Псков» (Санкт-Петербург — Луга — Псков),
- А114 (Р21 — Тихвин — Пикалево — Вологда),
- А118 (Кольцевая автомобильная дорога вокруг Санкт-Петербурга),
- А120 (Большая Ижора — Гатчина — Кировск),
- А121 «Сортавала» (Санкт-Петербург — Приозерск — Сортавала),
- А180 «Нарва» (Санкт-Петербург — Ивангород — граница с Эстонией МАПП «Ивангород», подъезд к порту Усть-Луга),
- А181 «Скандинавия» (Санкт-Петербург — Выборг — граница с Финляндией МАПП «Торфяновка»),

Дорога Р38 у деревни Сяглицы

Наиболее важные дороги общего пользования регионального значения:
- 41К-001 (Лодейное Поле — Подпорожье — Вытегра),
- 41А-002 (Гатчина — Волосово — Ополье),
- 41А-003 (А180 — Кикерино — Сиверский — Тосно — Шапки),
- 41А-004 (Павлово — Любань — Луга),
- 41К-005 (Краколье — Кингисепп — Сланцы — Псков),
- 41А-006 (Новая Ладога — Волхов — Кириши — М10),
- 41А-007 (Санкт-Петербург — Сосновый Бор — Ручьи),
- 41К-008 (Петергоф — Копорье — Кейкино),
- 41А-009 (Лодейное Поле — Тихвин — Чудово),
- 41К-012 (Санкт-Петербург — Токсово — Запорожское — Приозерск),
- 41А-025 (Ушково — Сосново — Запорожское),
- 41К-064 (Санкт-Петербург — Морье),
- 41А-082 (Зеленогорск — Приморск — Выборг),
- 41К-083 (Молодёжное — Каменка — Черкасово),
- 41К-084 (Зверево — граница с Финляндией МАПП «Брусничное»),
- 41А-085 «Магистральная» (Рощино — А181),
- 41А-180 (Парголово — Огоньки),
- 41К-181 (Огоньки — Толоконниково),
- 41А-183 (Выборг — Светогорск — граница с Финляндией МАПП «Светогорск»),
- 41А-186 (Толмачёво — Осьмино — А180),
- 41А-189 «Магистральная» (Р21 — Васкелово — А121 — А181).

В Ленинградской области организованы 3 международных автомобильных пункта пропуска на границе с Финляндией: «Торфяновка» (А181 «Скандинавия»), «Брусничное» (41К-084), «Светогорск» (41А-183). А также МАПП «Ивангород» на границе с Эстонией (А180 «Нарва»).
Организацией междугородных и пригородных пассажирских перевозок в Ленинградской области занимается Комитет Ленинградской области по транспорту.  Действует Северный автовокзал в посёлке Мурино Всеволожского района, а также автовокзал на набережной Обводного канала.

## Железнодорожный транспорт

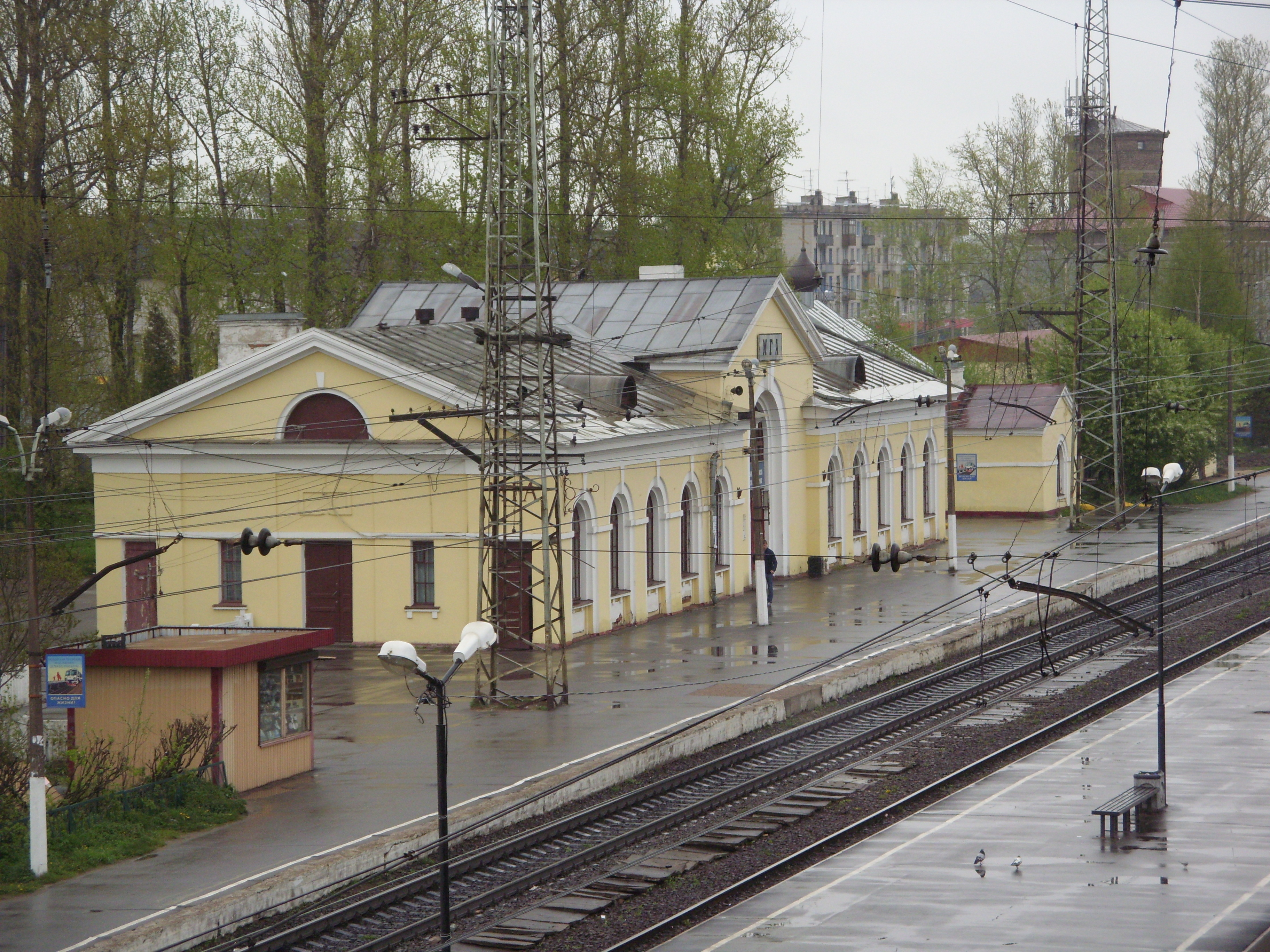
Железнодорожный вокзал на станции Мга

Железные дороги Ленинградской области относятся к Октябрьской железной дороге и являются, как правило, продолжением железнодорожных линий, ведущих из Санкт-Петербурга, к числу магистральных относятся:
- Санкт-Петербург — Тосно — Любань — Москва; (Главный ход ОЖД, Московское направление)
- Санкт-Петербург — Выборг — граница с Финляндией; (Финляндское направление)
- Санкт-Петербург — Волховстрой I — Петрозаводск; (Волховстроевское направление)
- Санкт-Петербург — Горы — далее на Мгу (Ладожское направление)
- Волховстрой I — Пикалёво — Вологда;
- Мга — Будогощь — Сонково;
- Санкт-Петербург — Луга — Псков; (Варшавское направление)
- Мга — Гатчина — Ивангород — граница с Эстонией;
- Санкт-Петербург — Оредеж — Дно; (Витебское направление)
- Санкт-Петербург — Приозерск — Сортавала. (Приозерское направление)

Прочие железные дороги:
- Санкт-Петербург — Калище — Веймарн — Гдов;
- Павловск — Новолисино — Рогавка — Великий Новгород;
- Ушково — Приморск — Выборг;
- Выборг — Светогорск — граница с Финляндией;
- Каменногорск — Хийтола;
- Санкт-Петербург — Ладожское озеро (ответвление на Невскую дубровку);
- Волховстрой I — Чудово.

Пассажирское сообщение осуществляется по 10 направлениям (Балтийское, Варшавское, Витебское, Московское, Волховстроевское, Ладожское, Ириновское, Приозерское, Выборгское, Сестрорецкое) с 5 железнодорожных вокзалов Санкт-Петербурга.
Узкоколейные железные дороги на территории области:
- Узкоколейная железная дорога торфопредприятия «Гладкое» — находится в Тосненском районе посёлке Гладкое.
- Узкоколейная железная дорога торфопредприятия «Ларьян» — находится в Тихвинском районе посёлке Красава.
- Узкоколейная железная дорога Пельгорского торфопредприятия — находится в Тосненском районе посёлке Рябово.

## Метрополитен
На территории Ленинградской области в городе Мурино Всеволожского района расположена станция метро «Девяткино» Петербургского метрополитена.

## Водный транспорт

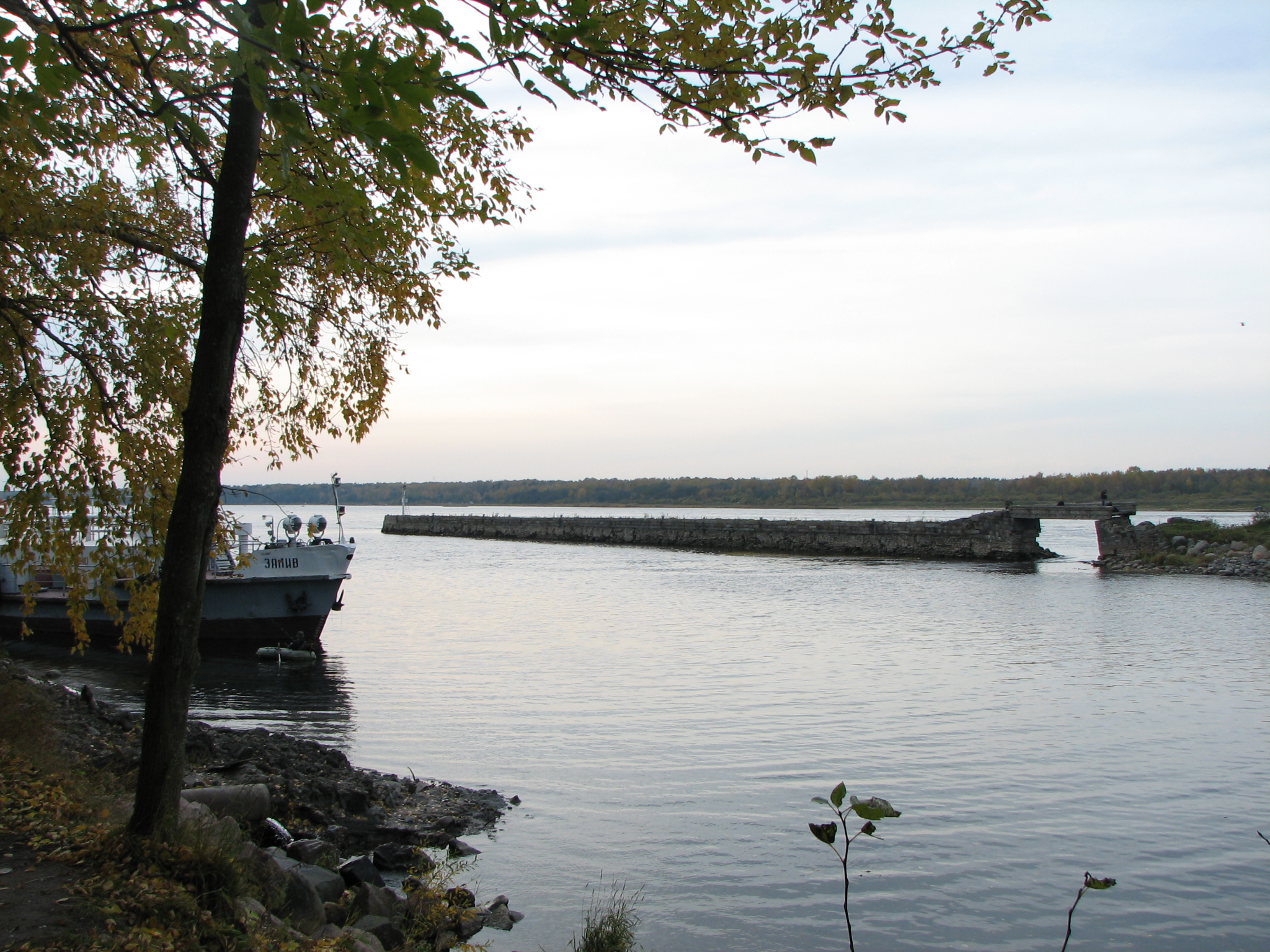
Устье Новоладожского канала в Шлиссельбурге

На балтийском побережье Ленинградской области расположены 4 морских портовых комплекса, занимающихся перевалкой различных грузов:
- Порт Усть-Луга;
- Порт Выборгский;
- Порт Высоцк;
- Порт Приморск.

В летнюю навигацию в Выборгском порту также осуществляется прием пассажирских судов.
Речное судоходство осуществляется по Ладожскому и Онежскому озерам, рекам Нева, Свирь, Волхов, Новоладожскому и Онежскому каналам. Как правило это круизное судоходство от речного вокзала Санкт-Петербурга по Волго-Балтийскому водному пути.

## Воздушный транспорт
В Ленинградской области расположены 4 военных аэродрома, а также несколько аэродромов с грунтовыми ВПП, используемых для спортивных целей. Один из известных — аэродром Сиворицы под Гатчиной.
Из пассажирских аэропортов — есть аэропорт Ржевка (аэропорт).

## Трубопроводный транспорт
В области находятся конечные точки магистральных нефтепроводов Балтийской трубопроводной системы (от Ярославля до порта Приморск) и Балтийской трубопроводной системы-II (от Андреаполя до порта Усть-Луга).
Под Выборгом расположена начальная точка магистрального газопровода «Северный поток» между Россией и Германией и являющемся продолжением газопровода от Грязовца.